# 富栄養化

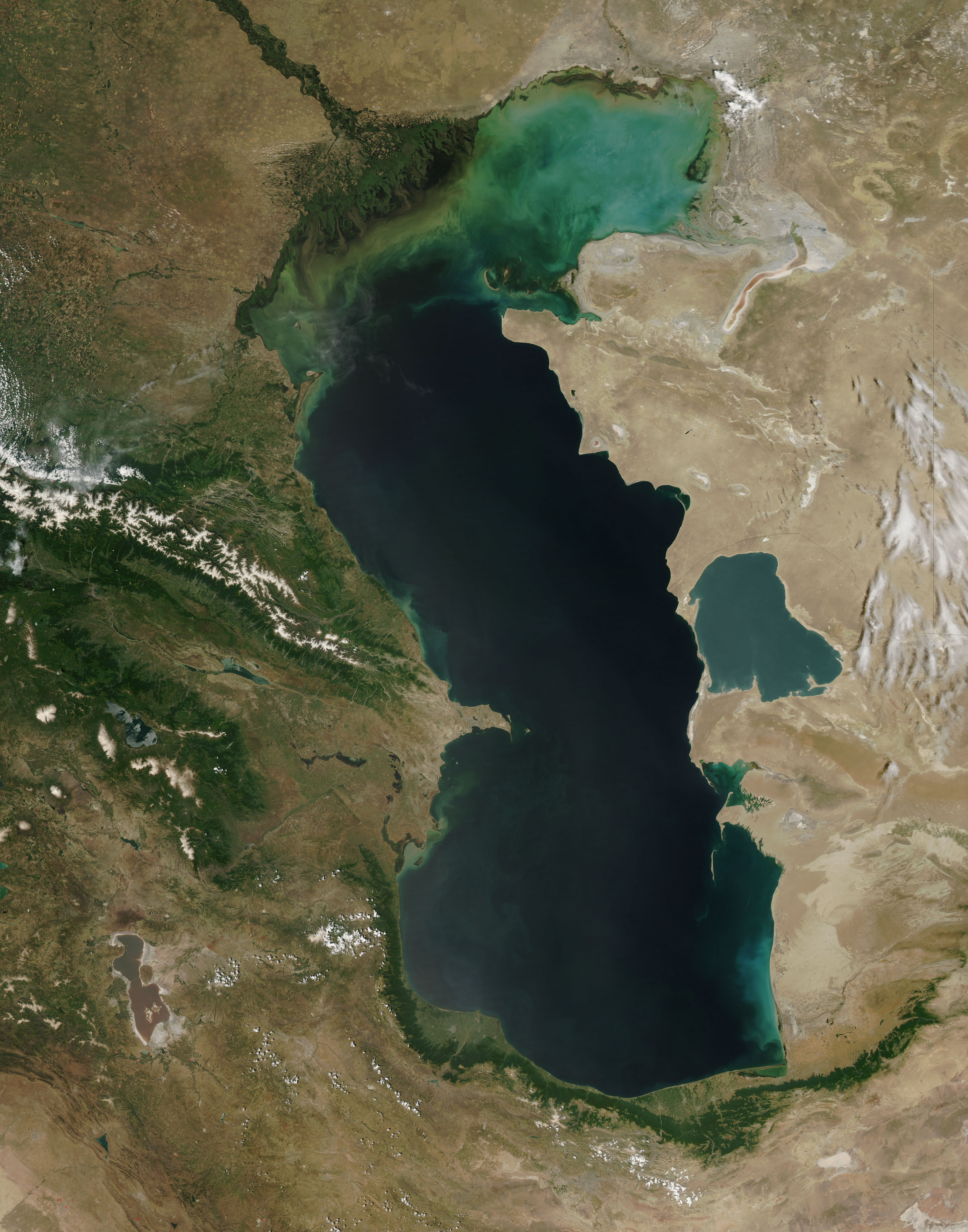
カスピ海東岸の富栄養化の様子

富栄養化（ふえいようか、英語: eutrophication）とは、海・湖沼・河川などの水域が、貧栄養状態から富栄養状態へと移行する現象を言う。ここで「栄養」とは水中の栄養塩（窒素化合物やリンなど）であり、植物プランクトンにとって水面付近で光合成し繁殖するために必要な栄養のことを指す。
- 自然富栄養化：形成されたばかりの池や湖が、遷移によって湖沼型を変化させてゆく過程。
- 人為的富栄養化：近年では、人間活動の影響による水中の肥料分（窒素化合物やリンなど）の濃度上昇を意味する場合が多い。水域の富栄養化の要因は生活工業排水や農業の肥料、畜産の糞尿など多岐に渡る。このような富栄養化は生態系における生物の構成を変化させ、一般には生物多様性を減少させる反面、基礎生産の向上により生物生産性が増加する方向に作用する。富栄養化がすすんだ過栄養状態の水域では、赤潮や青潮などの現象を二次的に引き起こす為、富栄養化は公害や環境問題として広く認識されている。

## 富栄養化の影響

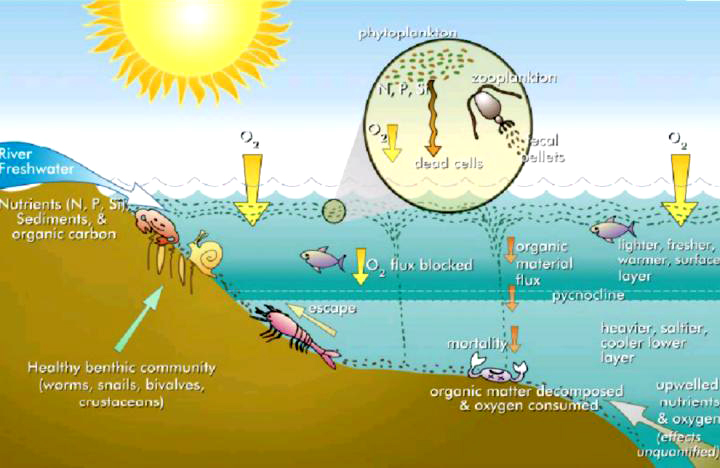
富栄養化と生態系の変化

水域が貧栄養から富栄養へ変化すると、栄養塩が豊富に存在する為、日光の当たる水面付近では、植物プランクトンが増殖する（一次生産の増大）。また、それを捕食する動物プランクトンも増える。更に、これらのプランクトンを捕食する、魚貝類の増殖につながる。
しかし、港湾内や池、湖などの停滞水域では、光合成が停止する夜間等に、生物の呼吸による酸素の消費が増えるため、水中が酸欠状態となる。また、異常増殖したプランクトンの群集が死滅すると、これが沈降した水底では有機物の酸化的分解が進行し、急激に溶存酸素量が低下して貧酸素水塊が形成される。水温躍層によりこの水塊が維持されると、有機物の分解が停滞してヘドロが堆積し、嫌気性微生物が優占して悪臭の原因となる。また、水塊と周囲の水が混和した際、貝類等に酸欠被害をもたらす事がある。
結果として、富栄養化が進んだ環境では一次生産が増えることにより、漁獲量の増加が期待できる。しかし、停滞水域では、過栄養状態になると赤潮や青潮の発生にも繋がる。

## 富栄養化の防止対策
富栄養化の防止方法はリンや窒素の削減、殺藻剤などの使用、間欠式空気揚水筒を用いた湖水人工循環法、ホテイソウなどを利用した生物学的栄養塩除去、曝気や選択取水による水理学的水質抑制など多岐にわたり、各湖沼の特徴・環境に応じた評価・予測は必要不可欠である。間欠式空気揚水筒を用いた湖水人工循環法では、陸上に設置したコンプレッサーによって揚水筒中間部に空気を送るとやがて揚水筒下部のU字サイフォンが働いて空気が筒内に噴出し円筒内を上昇する。これにより湖沼の底層水が上昇し表層水と混合することで湖沼の水の酸素濃度の偏りをなくすのである。
富栄養化の防止方法にはそれぞれメリットとデメリットがあり、例えばリンや窒素の削減は藻類の栄養となる物質を減らすための手段の1つでしかない上に莫大な経費と時間がかかるという問題点がある。また、過剰な富栄養化防止によりリンや窒素が極度に不足し、人為的貧栄養化に至った例もある。